# Caitlin Clark
Caitlin Elizabeth Clark (West Des Moines (Iowa), 22 januari 2002) is een Amerikaanse basketbalspeelster die sinds 2024 als pointguard uitkomt voor de WNBA-club Indiana Fever in de Verenigde Staten. Van 2020 tot 2024 speelde ze voor de NCAA-club Iowa Hawkeyes van de Universiteit van Iowa. Clark is de NCAA Division I topscorer aller tijden, tweevoudig nationaal speelster van het jaar en wordt beschouwd als een van de beste speelsters in de geschiedenis van het Amerikaanse universiteitsbasketbal.
De Amerikaanse pointguard wordt alom geprezen om haar passenspel en staat bekend om haar "logo threes", verre driepunters vanaf de middencirkel van het basketbalterrein waarop altijd het logo van het thuisteam afgebeeld staat.

## Carrière
Clark zat op de Dowling Catholic High School in West Des Moines, Iowa, waar ze werd bekroond als McDonald's All-American en door ESPN tot op drie na beste speelster van haar jaargang werd beoordeeld. 
In haar eerste universiteitsseizoen bij de Iowa Hawkeyes werd ze topscorer in de NCAA Division I. Als tweedejaars werd Clark de eerste speelster die in een enkel seizoen van Divisie I topscorer werd in zowel punten als assists. In haar derde seizoen werd ze verkozen tot nationale speelster van het jaar en leidde ze de Iowa Hawkeyes naar hun eerste nationale kampioenstitel.
Clark leidde opnieuw Division I in assists en zette in de Big Ten Conference seizoensrecords in punten en assists neer. In haar vierde jaar werd ze opnieuw als nationaal speelster van het jaar bekroond en hielp ze de Iowa Hawkeyes een tweede opeenvolgende nationale titel te veroveren. Clark werd de Divisie I carrière- en seizoensleider in punten en driepunters en brak het Big Ten Conference-record aller tijden in assists. In 2024 koos zij voor een professionele basketbalcarrière in plaats van een extra jaar in de NCAA-competitie. Op 15 april 2024 lijfde Indiana Fever haar in als eerste keuze bij de WNBA Draft.
Op internationaal jeugdniveau won Clark drie gouden medailles met de Verenigde Staten, waaronder twee op de FIBA Onder-19 Women's World Cup, waar ze in 2021 werd uitgeroepen tot Meest Waardevolle Speler (MVP). Tijdens haar college-carrière heeft ze bijgedragen aan een ongekende nationale belangstelling voor vrouwenbasketbal, waarbij haar wedstrijden de bezoekersaantallen en kijkcijferrecords voor de sport overtroffen. Ze is een van de topverdieners onder de universiteitsatleten door haar naam-, beeld- en gelijkenisovereenkomsten. In 2024 tekende Clark een contract met de Amerikaanse sportgigant Nike ter waarde van 28 miljoen dollar (26,1 miljoen euro) voor 8 jaar om sportschoenen met haar naam uit te brengen.